# Lista de regiões portuguesas ordenadas por população idosa
Esta é uma lista demostrando a população idosa superior aos 65 anos de idade de cada uma das sete regiões portuguesas, ordenadas pela região e ano, mostrando os valores de cada ano desde 2011. Os dados baseiam-se nas estatísticas oficiais do Instituto Nacional de Estatística.
| Posição | Posição          | Região                       | População idosa (2021) | Participação (população idosa total) | Variação (%, desde 2020) | Variação (números, desde 2020) |
| Em 2021 | Comparada a 2020 | Região                       | População idosa (2021) | Participação (população idosa total) | Variação (%, desde 2020) | Variação (números, desde 2020) |
| ------- | ---------------- | ---------------------------- | ---------------------- | ------------------------------------ | ------------------------ | ------------------------------ |
| 1       | (0)              | Região do Norte              | 826 586                | 33,6 %                               | 3,01 %                   | 24 122                         |
| 2       | (0)              | Área Metropolitana de Lisboa | 629 662                | 25,6 %                               | 1,67 %                   | 10 353                         |
| 3       | (0)              | Região do Centro             | 610 904                | 24,8 %                               | 1,65 %                   | 9 939                          |
| 4       | (0)              | Região do Alentejo           | 191 270                | 7,8 %                                | 0,25 %                   | 468                            |
| 5       | (0)              | Região do Algarve            | 112 110                | 4,6 %                                | 1,76 %                   | 1 941                          |
| 6       | (0)              | Região da Madeira            | 51 027                 | 2,1 %                                | 2,65 %                   | 1 315                          |
| 7       | (0)              | Região dos Açores            | 40 085                 | 1,6 %                                | 3,23 %                   | 1 253                          |
|         |                  | Portugal                     | 2 461 644              | 100 %                                | 2,05 %                   | 49 391                         |

1. ↑  «Portal do INE». www.ine.pt. Consultado em 21 de abril de 2023